# In Gefahr – Ein verhängnisvoller Moment
In Gefahr – Ein verhängnisvoller Moment ist eine deutsche Fernsehserie mit fiktionalen Kriminalfällen, die am 11. August 2014 erstmals von dem deutschen Sender Sat.1 ausgestrahlt wurde. Produziert wurde diese von der Constantin Entertainment GmbH. Die Serie spielt in Köln, Hamburg, Frankfurt, Hannover, Berlin und München, wurde aber ausschließlich in München gedreht und produziert. Von 2017 bis 2018 wurde die Sendung nicht mehr auf Sat.1 ausgestrahlt, sondern auf Sat.1 Gold.

## Inhalt
Sat.1 bezeichnet das Format als Light Fiction. Die erzählten, abgeschlossenen Geschichten zeigen Menschen, die unverschuldet in eine Straftat verwickelt werden. Der Zuschauer erfährt den Tathergang aus Sicht der Betroffenen und die persönlichen Folgen für sie. Auch der Weg der polizeilichen Ermittlungen bis zur Aufklärung des Falles wird gezeigt.
Auf hektische Kamerabewegungen, wie bei den Scripted-Realitys Auf Streife oder Mein dunkles Geheimnis, die ebenfalls auf Sat.1 ausgestrahlt werden, wird bei In Gefahr – Ein verhängnisvoller Moment verzichtet. Auch die zwischendurch gezeigten Einzel-Interviews mit den Protagonisten fehlen. Dafür gibt es Momente, die in Slow Motion und mit Gedanken der Hauptrollen gezeigt werden. Auf einen Sprecher aus dem Off verzichtet man. Zu jeder Folge gibt es genaue Drehbücher.
Jede Episode hat inklusive der zwischendurch eingespielten Werbung eine Länge von 60 Minuten. Bei den auftretenden Personen handelt es sich sowohl um Berufsschauspieler als auch um Laiendarsteller.

### Episoden
Jeder Episodentitel beginnt mit einem männlichen oder weiblichen Vornamen gefolgt von einer kurzen, spannungserzeugenden Aussage zum Inhalt der Episode.

## Rezeption

### Kritik
David Grzeschik von Quotenmeter.de kritisierte, dass die Serie kein hochklassiges Format sei, sondern sich im Bereich zwischen billigem Krimi-Format und Scripted-Reality bewege.

„Mal tendiert die Sendung mehr in Richtung billigproduziertes Krimi-Format, mal bewegt sie sich eher in Richtung Scripted Reality. Zusammengefasst: «In Gefahr» provoziert wenig, hat mit Qualitätsfernsehen aber überhaupt nichts zu tun.“

Timo Nöthling von Quotenmeter.de hingegen merkte an, dass der Auftakt der Serie aus quotentechnischer Sicht sehr gut war und die, von Constantin Entertainment produzierte, Serie auch qualitativ in Ordnung sei.

„Die Firma aus Ismaning hat bei Sat.1 gerade erfolgreich die Krimireihe «In Gefahr – ein verhängnisvoller Moment» untergebracht, die seit dem 11. August jeweils um 18 Uhr werktags zu sehen ist und dort bisher quotentechnisch einen tollen Eindruck machte. Auch Qualitativ scheinen sich die Produktionen von Constantin Entertainment zu bessern, blickt man auf das neue Format im Sat.1-Vorabend.“

### Einschaltquoten
Im Durchschnitt sahen 1,21 Millionen Zuschauer die erste Episode von In Gefahr – Ein verhängnisvoller Moment auf Sat.1, der Marktanteil beim Gesamtpublikum betrug 8,3 Prozent. In der Zielgruppe der 14- bis 49-Jährigen sahen im Durchschnitt 440.000 Zuschauer zu, was einem Marktanteil von 9,2 Prozent entsprach.
Im Durchschnitt sahen 1,26 Millionen Zuschauer die ersten fünf Episoden von In Gefahr – Ein verhängnisvoller Moment auf Sat.1, der Marktanteil beim Gesamtpublikum betrug 8,1 Prozent. In der Zielgruppe der 14- bis 49-Jährigen sahen im Durchschnitt 480.000 Zuschauer zu, was einem Marktanteil von 9,4 Prozent entsprach.